# Rezerwat przyrody Kuriańskie Bagno
Rezerwat przyrody Kuriańskie Bagno – rezerwat przyrody położony w południowo-wschodniej części Puszczy Augustowskiej na terenie gminy Płaska i gminy Sztabin w województwie podlaskim. Został utworzony w 1985 roku i zajmuje powierzchnię 1713,62 ha.
Przedmiotem ochrony jest obszar o unikatowej geomorfologii oraz naturalnych, rzadko spotykanych zbiorowiskach leśnych oraz stanowiskach wielu rzadkich i chronionych roślin i zwierząt.
Obszar rezerwatu podlega ochronie czynnej.

## Zespoły roślinne
Na terenie rezerwatu znajdują się następujące zespoły roślinności:
- w północnej części występują wyniesienia wydmowe, miejscami do 10 m wysokości względnej. Rośnie tu bór sosnowy brusznicowy z udziałem świerka. W wielu miejscach są śródleśne łąki z dominacją turzyc. Dominuje tu jednak bór trzęślicowy.
- w południowej części – rozległe torfowiska leśne
- w części południowo-zachodniej występuje największe w Puszczy Augustowskiej torfowisko wysokie Ledo-Sphagnetum magellanici z rzadkim skarłowaciałym drzewostanem sosnowym, domieszką brzozy omszonej i brzozy brodawkowatej
- na obrzeżach torfowiska wysokiego występuje bór bagienny
- za wałem wydmowym zaś duże powierzchnie zajmuje las mieszany torfowcowy i sosnowo-brzozowy las bagienny
- w południowej i wschodniej części rezerwatu występuje ols torfowcowy

## Fauna
Licznie występują tu takie ssaki jak: łoś, jeleń, sarna, dzik, lis, jenot, borsuk, kuna i wilk szary oraz ptaki: żuraw, jarząbek, bocian czarny.
Rezerwat jest jedną z ostatnich ostoi w Polsce głuszca.